# Abderramão ibne Abu Nas
Abderramão, Abederramão, Abderramane ou Abederramane ibne Abu Nas (Abd al-Rahman ibn Abu Nas) foi um emir dos magrauas do rio Chelife, no Magrebe Central, reinando em fins do século XII.

## Vida
Abderramão era filho de Abu Nas dos Banu Cazerune e era pai de ao menos dois filhos, um deles, o mais velho, chamado Mandil. Em seu tempo, uniu os magrauas do Chelife e acumulou recompensas de lealdade do Califado Almóada de Marraquexe, que desde 1152 dominava o Magrebe Central com a conquista pelo califa Abde Almumine (r. 1133–1163). Ao falecer foi sucedido por seu filho Mandil. 